# Centrale thermique de Ballylumford
La centrale thermique de Ballylumford est une centrale thermique dans le Comté d'Antrim au Royaume-Uni.

## Implantation géographique
La centrale est située en Ulster, à l'extrémité de la péninsule d'Islandmagee (en), qui sépare le Larne Lough (en) de la mer d'Irlande. Le lough est un site d'intérêt scientifique particulier, pour sa faune et sa flore, comprenant aussi le Chaine Memorial Tower. À l'est de la centrale se trouve un centre d'onduleurs statiques, un câble électrique reliant le système à la Grande-Bretagne.

## Historique
La centrale de Ballylumford a été mise en service le 1er janvier 1943 avec une capacité initiale de 30 MW. D'autres équipements ont été installés ensuite pour augmenter sa capacité. En 1958, la capacité de production de cette centrale  au charbon, était de 124,5 MW, à la suite des adjonctions effectuées durant les années 1950. Cette centrale initiale, dite A, a fonctionné jusqu'en 1974, date à laquelle une nouvelle centrale, dite B, au charbon et au pétrole, a été achevée.
Cette centrale thermique a été un élément-clé dans la grève de mai 1974 menée par l'Ulster Workers' Council. L'Irlande du Nord a frôlé le black-out total lorsque les travailleurs de cette centrale, principalement protestants, ont été persuadés de se joindre à la grève. Deux centrales de Belfact, celle de  Coolkeeragh et une bonne partie de celle de Ballylumford ont presque cessés leur production d'électricité. Cette situation a conduit à l'échec de l'accord de Sunningdale.
En 1992, la fourniture d'électricité en Irlande du Nord a été privatisée. En conséquence, Northern Ireland Electricity (en) a vendu la centrale de Ballylumford à Premier Power (en), une filiale de British Gas. Une condition de la vente était que la centrale devait être convertie en passant du pétrole lourd au gaz, avec une interconnexion sous-marine avec un pipeline, le Scotland-Northern Ireland pipeline (en) (SNIP), un tuyau de 135 km (dont 40,4 km sous la mer) d'un diamètre de 0,61 m. La construction a duré trois ans de 1994 à 1996. Ballylumford s'est converti au gaz naturel en 1996. En 2000, les travaux ont commencé sur une nouvelle installation, utilisant une turbine à gaz à cycle combiné , qui doit augmenter l'efficacité tout en réduisant la pollution.
La nouvelle centrale thermique, appelé centrale C, est entré en service commercial en 2003 et comprend des turbines à vapeur et des turbines à gaz qui peuvent fonctionner à la fois en cycle ouvert et en cycle combiné. Les turbines à gaz brûlent du gaz naturel comme combustible principal mais peuvent également fonctionner avec du combustible liquide distillé à faible teneur en soufre si l'approvisionnement en combustible gazeux est interrompu.
En 2010, AES Corporation a annoncé que sa filiale, AES Ballylumford Holdings Limited, a acquis Premier Power Limited (PPL) auprès de BG Energy Holdings pour un montant de 102 millions de livres sterling (environ 160 millions de dollars), incluant le prix d'achat et l'ajustement du fonds de roulement,. Et finalement, en avril 2019, AES Corporation a accepté de vendre Ballylumford à EP UK Investments, une filiale d'Energetický a průmyslový holding.